# Екхарт Толе
Екхарт Толе (на немски: Eckhart Tolle) е германски духовен учител, живеещ във Ванкувър.

## Биография
Роден е на 16 февруари 1948 г. в Люнен, Германия, с името Улрих Тьоле (на немски: Ulrich Tölle). Живее там до 13-годишната си възраст, когато се премества при баща си в Испания. На 19 години се премества в Англия. Дипломира се в Лондонския университет и работи известно време в Кеймбриджкия университет в сферата на супервизията..
На 29-годишна възраст Екхарт Толе изживява, по негови данни, едно внезапно и радикално духовно пробуждане. Екхарт Толе описва това състояние, често като „Просветление“ наричано освобождение от идентифицирането със собствената личност в своята първа книга „Силата на настоящето“. Тъй като не е бил привързан към никоя религия или духовен учител, той се нуждае от години, за да интегрира това ново състояние в своето ежедневие.
По-късно Екхарт Толе започва да работи индивидуално и в малки групи като духовен учител. Публикувал е четири книги. Първата му книга „Силата на настоящето“ е на първо място в бестселър-списъка на Ню Йорк Таймс и е преведена на над 30 езика.
В своите книги Екхарт Толе употребява картини и мистични изказвания от различни духовни традиции, като например християнския мистицизъм или будизма, за да опише препоръчания от него път към вътрешната свобода или съответно към Просветлението. Екхарт Толе е посетил множество държави, където е изнасял лекции.
Промяната на името му от Улрих на Екхарт бива смятана от някои като намек към немския мистик Майстер Екхарт.

## Духовно учение
Екхарт Толе не принадлежи към никоя религия. Също така той не проповядва строго дефинирано духовно учение или мироглед. Паралели на неговото учение се срещат преди всичко с Адвайта Веданта, с Даоизма и с Дзен-Будизма. За достигането на това състояние, което на запад обикновено се превежда като „Просветление“, Екхарт Толе дава почти без изключение точни методи и указания.
По пътя си към едно по-дълбоко разбиране за това, какво се е случило, Екхарт Толе прочита множество духовни текстове и се среща с различни духовни учители.
При едно докосване с Новия Завет той разбира значението на думите на едно по-дълбоко ниво. Той вижда дълбокото значение на думите, които произлизат от едно по-дълбоко състояние на съзнанието. Той твърди, че пряко и дълбоко е разбрал Бхагавад Гита и чувства силна любов към това произведение. По същия начин разбира мигновено и пряко учението, изложено в Дао Дъ Дзин. След това той започва да чете за будизма, и веднага разбира същността му. Той изпитва голяма любов към учението на Буда и Адвайта Веданта. Екхарт Толе прекарва известно време в различни манастири.
Екхарт Толе е посещавал лекциите на различни духовни учители, които са му помогнали да разбере собственото си състояние. Първоначално е бил при Ахан Шумедо, будистки игумен. В Лондон [вероятно в средата на 1980] той прекарва известно време с Бари Лонг. Чрез разговори с него и просто чрез слушане той разбира същността на нещата по-дълбоко. Също толкова голямо значение са имали и други духовни учители, които той никога не е срещал лично, но с които изпитва много силна връзка, особено към Кришнамурти и Рамана Махариши.
Той чувства, че неговото дело е обединение на „Потока на Учението“ на Кришнамурти и Рамана Махариши и че в неговото учение (на Екхарт Толе) тези две учения са се обединили в едно. Сърцето на Рамана Махариши заедно със способността на Кришнамурти да види неправилното и да покаже как то работи са се сляли в едно. Екхарт Толе обича дълбоко Кришнамурти и Рамана Махариши и се чувства едно цяло с тях.

## Терминология
Мисълта на Екхарт Толе се бележи от редица ключови термини:
- Битие/Неманифестното/Безформеното: Нивото на последната действителност, есенцията, истинската същност, божественото. То е противоположният полюс на нивото на формата и времето, нивото на видимите изяви.

- Неосъзнатост: Интелектуално доминираното състояние на ума, в която човек е сляп за по-дълбоко измерение на битието. Достъпът до нивото на „безформеното“ е възможен само отвъд мисленето.

- Его/Идентичност: Сумата на всички характеристики на една личност, от който Умът констуира своята представа за себе си. Идентичността възниква, когато един човек се идентифицира със специфични характеристики (външен вид, професионално развитие, принадлежност към една нация или религия). Тези характеристики са същевременно изходната суровина, която Умът оформя до едно компактно его.

- Житейска ситуация: Манифестиращ се във времето отрязък от собствената биография. Индивидуален житейско-исторически период, от който неосъзнатият дух построява „его“.

- Болковото тяло: Сумата от биографичното страдание, което се сгъстява до отрицателно, така да се каже, автономно енергийно поле. Разпадането на болковото тяло се случва тогава, когато човек разчупи своята идентификация с него.

## Творчество

### Книги
- Силата на настоящето ИК „Кибеа“, 2004, ISBN 954-474-361-8
- Нова Земя: Пробуждане за целта на вашия живот ИК „Кибеа“, 2009, ISBN 954-474-482-7
- Практикуване на силата на настоящето ИК „Кибеа“, 2009, ISBN 978-954-474-476-2
- Гласът на покоя ИК „Кибеа“, 2005, ISBN 954474391Х

### Филми, аудиозаписи и аудио-книги на немски език
- Jetzt! Die Kraft der Gegenwart. (8 CDs)
- Die Transformation des Bewusstseins. (DVD)
- Es ist immer Jetzt! (DVD)
- Freiheit von Gedanken. (DVD)
- Torwege zum Jetzt. CD
- Freiheit von Gedanken. (3 CDs)
- Es ist immer Jetzt! (5 CDs)
- Finde die Stille in Dir (6 CDs)
- Stille inmitten der Welt. 2 DVDs
- Leben aus der Fülle des Seins, 1 DVD-Video
- In der Stille liegt die Wahrheit, 2 DVD-Videos
- Eine neue Erde: Bewusstseinssprung anstelle von Selbstzerstörung(9 CDs)